# Rio Leça
O Leça é um rio português que nasce em Monte Córdova no município de Santo Tirso. A bacia do rio Leça tem uma área de 189,9 km² e apenas 44,8 quilómetros de comprimento para o curso de água principal, passa por Refojos de Riba de Ave, Lamelas, Reguenga, Agrela,Água Longa, Alfena, Ermesinde, Maia indo desaguar no Porto de Leixões na cidade de Matosinhos (União das Freguesias de Matosinhos e Leça da Palmeira).
O Rio Leça nasce no Monte de Santa Luzia, no concelho de Santo Tirso a uma altitude aproximada de 420 m, percorrendo 48 quilómetros até à foz, no oceano Atlântico, junto ao porto de Leixões. A bacia hidrográfica do rio Leça tem uma forma alongada e estreita com direcção predominante de nordeste-sudoeste e é limitada, a norte, pela bacia hidrográfica do rio Ave e, a este e sul, pela bacia hidrográfica do rio Douro. A bacia hidrográfica do rio Leça tem uma área de cerca de 185 km² mas o seu Plano de Bacia Hidrográfica tem uma área total de 235 km² pois compreende ainda duas faixas costeiras que drenam directamente para o oceano: uma a norte da foz do rio Leça, englobando grande parte do concelho de Matosinhos, numa área de 26 km²; e outra a sul, englobando parte do concelho do Porto, numa área de 24 km². O escoamento anual na foz do rio Leça é, em média, de 107 hm3; o afluente que mais contribui para este escoamento é a ribeira do Arquinho, com 13,3 hm3. A bacia hidrográfica do rio Leça não apresenta disponibilidades de recursos hídricos regularizados.
Os principais afluentes são a ribeira do Arquinho e a ribeira do Leandro, ambas da margem direita.
Banha as antigas terras rústicas da Maia e do concelho de Matosinhos, tendo sofrido profundas alterações aquando da construção do porto de Leixões, nos finais do século XIX. Os relatos dessa época descrevem-no integrado numa paisagem bucólica, correndo entre margens férteis, apresentando este rio e a sua rede hidrográfica como geradores de recursos naturais e consequente estabelecimento de aglomerados urbanos.
Notícias curiosas do princípio do século XX referem o local da Ponte da Pedra como sendo um destino típico de recreio dominical, num açude pleno de pequenos barcos.
Actualmente, atravessa uma região onde a actividade industrial é intensa, tendo sofrido os efeitos da falta de tratamento dos resíduos industriais, que ainda são, muitas vezes, lançados directamente nas suas águas. A degradação qualitativa das águas e dos sistemas biológicos é patente nas zonas afectadas pela actividade antrópica (agricultura, indústria ligeira, deposição não autorizada de resíduos), pondo em risco sistemas hidrogeológicos de interesse local. Consequentemente, este rio tem sido considerado um dos mais poluídos da Europa.